# Tranh luận về phá thai
Tranh luận về phá thai là cuộc tranh cãi đang diễn ra xung quanh tình trạng đạo đức, pháp lý và tôn giáo của việc phá thai. Các bên tham gia vào cuộc tranh luận là các phong trào tự gọi mình là " ủng hộ quyền lựa chọn " và " ủng hộ sự sống ". "Ủng hộ quyền lựa chọn" nhấn mạnh quyền của phụ nữ quyết định có nên phá thai hay không. "Ủng hộ sự sống" nhấn mạnh quyền của phôi thai hoặc thai nhi về việc mang thai và quyền được sinh ra. Cả hai thuật ngữ được coi là được dùng rộng rãi trên các phương tiện truyền thông chính thống, trong đó các thuật ngữ như "quyền phá thai" hoặc "chống phá thai" thường được ưa thích hơn. Mỗi phong trào, với kết quả khác nhau, đã tìm cách gây ảnh hưởng đến dư luận và để đạt được hỗ trợ pháp lý cho quan điểm của mình.
Đối với nhiều người, phá thai về cơ bản là một vấn đề đạo đức, liên quan đến sự bắt đầu của con người, quyền của thai nhi và quyền của người phụ nữ đối với cơ thể của chính mình. Cuộc tranh luận đã trở thành một vấn đề chính trị và pháp lý ở một số quốc gia với các nhà vận động chống phá thai đang tìm cách ban hành, duy trì và mở rộng luật chống phá thai, trong khi các nhà vận động cho quyền phá thai tìm cách bãi bỏ hoặc nới lỏng các luật đó trong khi mở rộng quyền tiếp cận phá thai. Luật phá thai khác nhau đáng kể giữa các khu vực pháp lý, từ việc cấm hoàn toàn thủ tục này cho đến việc tài trợ công khai phá thai. Sự sẵn có của việc phá thai an toàn cũng khác nhau trên toàn thế giới.